# Ludwik Michał Pac

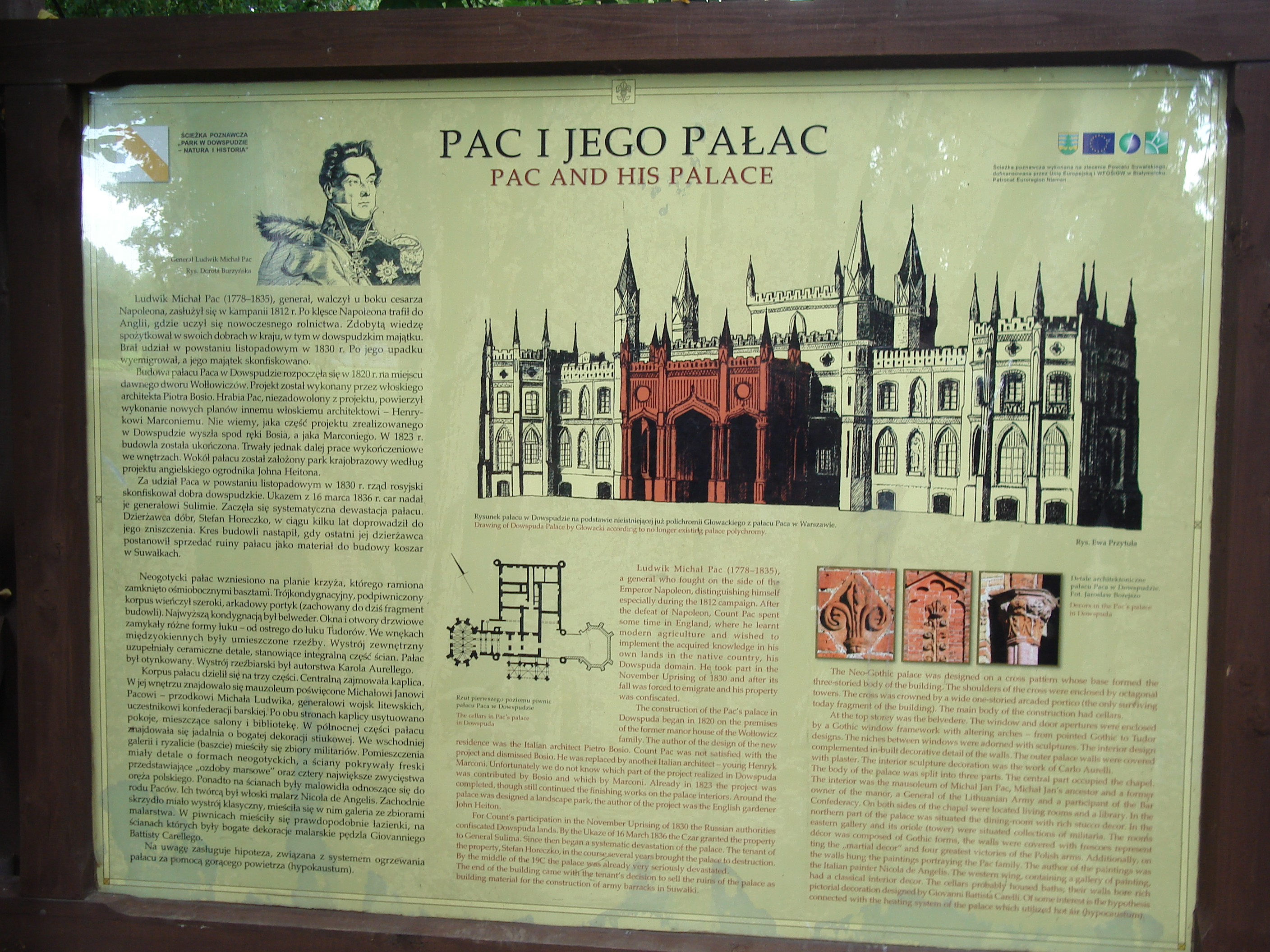
Reprezentacyjny pałac Ludwika Michała Paca w Dowspudzie

Ludwik Michał Pac herbu Gozdawa (ur. prawdopodobnie 19 maja 1778 w Strasburgu we Francji, zm. 6 sierpnia 1835 w Smyrnie w Turcji), generał dywizji armii Księstwa Warszawskiego, senator-wojewoda w 1831 roku i członek Rządu Tymczasowego Królestwa Polskiego w czasie powstania listopadowego, senator-kasztelan Królestwa Kongresowego, kawaler maltański (w zakonie po 1816 roku), kawaler Honoru i Dewocji.

## Życiorys
Był synem Michała Paca i Ludwiki z Tyzenhauzów. W dzieciństwie pobierał nauki w szkołach we Francji i Anglii. Był absolwentem Szkoły Głównej Wileńskiej. W 1797 roku otrzymał pokaźny spadek po dalekim krewnym, gen. Józefie Pacu. Odziedziczony majątek, oprócz dóbr znajdujących się w zaborze rosyjskim, obejmował także wsie Dowspuda, Raczki i Mazurki na Suwalszczyźnie, w zaborze pruskim.
Uczestniczył w wojnach napoleońskich od 1808 r. – walczył w Hiszpanii, w 1809 roku przeciw Austrii, od 1812 r. adiutant cesarza w randze generała brygady, odbył kampanię moskiewską, saską i francuską.
We Francji otrzymał tytuł Hrabiego Cesarstwa.
Po amnestii w 1815 roku wrócił na Suwalszczyznę, gdzie w swoich majątkach wprowadził wiele bardzo nowoczesnych na owe czasy metod produkcji rolnej, wzorowanych m.in. na obserwacjach poczynionych przezeń w Anglii. Sprowadził z Niemiec, Szkocji i Anglii liczne rodziny farmerskie i rzemieślnicze. Zamieszkali oni w Dowspudzie oraz we wsiach Szkocja, Linton, New York (dziś: Pruska Wielka), Bromfield (Józefowo), Longwood (Ludwinowo) i Berwick (Korytki). Farmerzy ci przekonali miejscowych chłopów m.in. do odejścia od archaicznego systemu trójpolówki na korzyść płodozmianu, upowszechnili uprawę ziemniaków i przechowywania ich w kopcach oraz hodowlę koni i owiec.
Jako hrabia został zatwierdzony w Królestwie Kongresowym w 1820.
W latach 1820–1827 zbudował w Dowspudzie reprezentacyjny pałac w stylu angielskiego neogotyku, zaczęty na jego zamówienie przez Piotra Bosia, a od 1822 roku budowany według projektu Henryka Marconiego, architekta specjalnie w tym celu sprowadzonego z Włoch. W latach 1823–1824 Pac odkupił od Michała Radziwiłła i spadkobierców jego zmarłej żony barokowy pałac przy ul. Miodowej w Warszawie. Przebudowę i rozbudowę, przeprowadzoną w latach 1824–1828 w stylu klasycystycznym zlecił również Marconiemu. Pałace, niesłychanie wystawne i kosztowne, dowodziły bogactwa fundatora i przeszły do skarbnicy polskich powiedzonek w postaci: Wart Pac pałaca, a pałac Paca. Istnieje również prześmiewcza wersja interpretacji tego przysłowia, która dotyczy pałacu w Wilnie. Inną realizacją w stylu neogotyckim powstałą z jego inicjatywy była fasada kościoła w Różnance.
W 1828 roku był członkiem Sądu Sejmowego, mającego osądzić osoby oskarżone o zdradę stanu.
Jako senator podpisał 25 stycznia 1831 roku akt detronizacji Mikołaja I Romanowa. Po powstaniu listopadowym, które wsparł finansowo oraz w którym wziął czynny udział (w bitwie pod Ostrołęką 26 maja 1831 r. odznaczył się odwagą, został ranny w rękę i w pierś) – wyemigrował. Wyjechał do Francji, potem do Anglii, Włoch, Grecji i Turcji. Na emigracji należał do obozu Czartoryskiego. Członek władz Związku Jedności Narodowej. Był członkiem sejmu powstańczego na emigracji. 
Za swe zasługi otrzymał francuskie krzyże kawalerski, oficerski i komandorski orderu Legii Honorowej (1808, 1809 i 1813), krzyż komandorski orderu Virtuti Militari (1813), wielką wstęgę Orderu św. Stanisława (1813) oraz krzyż kawalerski bawarskiego Krzyża Wojskowego (1812).
Pac był wybitnym kolekcjonerem sztuki. Bardzo interesujące są dzieje jego galerii obrazów z pałacu warszawskiego. Były to głównie dzieła artystów północnych, m.in. Walka psa z czaplą A. Hondiusa (Muzeum Narodowe w Warszawie), Jakub sprzedający zboże J. de Wet (Muzeum Narodowe w Warszawie), Portret damy S. del Piombo (Muzeu d’Arte de Catalunya), Pożar miasteczka E. van der Poel (Muzeum Narodowe w Warszawie, dep. w Muzeum Narodowym w Gdańsku) oraz wiele innych obrazów przypisywanych m.in. D. Teniersowi Mł., C. Berchemowi, W. van de Velde, I. van Ostade, P. Breughelowi St. (zap. naśladownictwa P. Brueghla Mł. zw. Piekielnym) i G. Ter Borchowi. W czasie walk 1831 roku w obawie przed konfiskatą w przypadku klęski powierzył je Pac na przechowanie profesorowi malarstwa na Uniwersytecie Antoniemu Blankowi. Potem udało się je w tajemnicy wysłać przez Drezno do Francji (1833–1835). Po śmierci właściciela (w Turcji) trafiły, jako depozyt, w ręce gen. Karola Kniaziewicza, prawnego opiekuna jego córki Ludwiki i przyjaciela. Gdy z kolei zmarł on sam, Pacówna, zamężna już wówczas za księciem Ksawerym Sapiehą, zabrała obrazy do ich dóbr w Wysokiem na Litwie. Następnie w latach 60. ponownie przewieziono je do Francji, do rezydencji Sapiehów w Biarritz na południu kraju. W 1904 r. wnuk Paca, Leon Sapieha wystawił je na licytację w l’Hôtel Drouot, skąd ponad trzydzieści wykupił syn jego przyrodniej siostry Jakub Potocki z Helenowa. Ten w 1936 roku podarował je Muzeum Narodowemu w Warszawie, ale zanim doszło do realizacji zapisu, bezpośrednio przed wojną wywiózł je do swojego mieszkania paryskiego. Muzeum odebrało obrazy dopiero w 1946 roku i była to jedna z nielicznych kolekcji arystokratów, jakie w tych latach legalnie zasiliły polskie zbiory publiczne.